# 加古川線
加古川線（日语：／ Kakogawa sen */?）是一條連接兵庫縣加古川市加古川站至丹波市山南町谷川站，屬於西日本旅客鐵道（JR西日本）的鐵路線（地方交通線）。

## 概要
沿着流經兵庫縣中央部分的加古川連結山陽本線與福知山線，隨着停車換乘的普及，前往神戶市與大阪市的通勤輸送增加，另一方面又擔當地域輸送，因此早晚時段非常擁擠。偶爾甚至要全車清客。
1995年發生阪神大地震之際起了東海道、山陽本線（JR神戶線）的繞道的作用，在與福知山線轉乘的谷川車站，從震災前每天僅260人次轉乘，暴增至每天8500人次轉乘。但是由於其為單線非電氣化，要求強化繞道機能的聲音增加，故而在2004年12月19日全線直流電氣化竣工啟用。2013年4月1日加古川站－厄神站之間，同年8月10日厄神站－西脇市站之間迎來了開業100周年。
全線根據旅客營業規則包括在「大阪近郊區間」內。
路線記號是I。路線顏色是青綠色（■），用於車體色與站名牌等，但這只用於神戶支社管轄範圍。2015年3月14日引入路線記號，路線顏色的使用而擴展至全線。
加古川站－久下村站之間屬於近畿統括本部，谷川站附近由福知山支社管轄。
2016年3月26日起，加古川站－西脇市站之間可以開始使用IC卡「ICOCA」。

## 路線資料
- 管轄（事業類別）：西日本旅客鐵道（第一種鐵道事業者）
- 路線距離（營業距離）：48.5公里
- 軌距：1067毫米
- 站數：21個（包括起終點站）
  - 限定只屬加古川線車站的情況，除屬於山陽本線的加古川站與屬於福知山線的谷川站除外[5]，合共19個[6]。
- 複線路段：沒有（全線單線）
- 電氣化路段：全線（直流1500V）
- 閉塞方式：自動閉塞式（特殊）
- 運轉指令所（日语：運転指令所）：大阪綜合指令所（日语：大阪総合指令所）加古川指令所
- 最高速度：85公里/小時
- 平均通過人數（日语：輸送密度）（2013年度）[7]
  - 加古川－谷川（全線）2,701人次
  - 加古川－厄神 7,520人次
  - 厄神－谷川 1,834人次

## 車站列表
- 所有列車均為普通列車（停靠所有車站）
- 軌道（全線單線） … ◇・∨：可進行列車交會、｜：不可進行列車交會
- 所有車站均位於兵庫縣內。

| 中文站名     | 日文站名 | 英文站名 | 站間營業距離 | 累計營業距離 | 接續路線                              | 軌道 | 所在地   |
| ------------ | -------- | -------- | ------------ | ------------ | ------------------------------------- | ---- | -------- |
| 加古川       |          |          | -            | 0.0          | 西日本旅客鐵道： 山陽本線（JR神戶線） | ∨    | 加古川市 |
| 日岡         |          |          | 2.3          | 2.3          |                                       | ◇    | 加古川市 |
| 神野         |          |          | 2.5          | 4.8          |                                       | ◇    | 加古川市 |
| 厄神         |          |          | 2.6          | 7.4          |                                       | ◇    | 加古川市 |
| 市場         |          |          | 4.1          | 11.5         |                                       | ◇    | 小野市   |
| 小野町       |          |          | 2.2          | 13.7         |                                       | ｜   | 小野市   |
| 粟生         |          |          | 2.9          | 16.6         | 北條鐵道：北條線 神戶電鐵：粟生線     | ◇    | 小野市   |
| 河合西       |          |          | 2.6          | 19.2         |                                       | ｜   | 小野市   |
| 青野原       |          |          | 2.1          | 21.3         |                                       | ｜   | 小野市   |
| 社町         |          |          | 2.9          | 24.2         |                                       | ◇    | 加東市   |
| 瀧野         |          |          | 3.1          | 27.3         |                                       | ｜   | 加東市   |
| 瀧           |          |          | 1.1          | 28.4         |                                       | ｜   | 加東市   |
| 西脇市       |          |          | 2.8          | 31.2         |                                       | ◇    | 西脇市   |
| 新西脇       |          |          | 1.1          | 32.3         |                                       | ｜   | 西脇市   |
| 比延         |          |          | 2.3          | 34.6         |                                       | ｜   | 西脇市   |
| 日本肚臍公園 |          |          | 1.5          | 36.1         |                                       | ｜   | 西脇市   |
| 黑田         |          |          | 2.4          | 38.5         |                                       | ｜   | 西脇市   |
| 本黑田       |          |          | 3.5          | 42.0         |                                       | ｜   | 西脇市   |
| 船町口       |          |          | 1.8          | 43.8         |                                       | ｜   | 西脇市   |
| 久下村       |          |          | 2.5          | 46.3         |                                       | ｜   | 丹波市   |
| 谷川         |          |          | 2.2          | 48.5         | 西日本旅客鐵道： 福知山線             | ｜   | 丹波市   |

## 腳注
1. ↑  阪神大震災、迂回路で活躍した加古川線 ファン、今でも（インターネット・アーカイブ） - 朝日新聞 2011年1月15日
2. ↑  近畿エリア・広島エリアに「路線記号」を導入します （页面存档备份，存于） - 西日本旅客鉄道ニュースリリース 2014年8月6日
3. ↑  JR西日本で路線記号の本格使用が始まる （页面存档备份，存于） - 『鉄道ファン』交友社 railf.jp鉄道ニュース、2015年3月16日。
4. ↑   (PDF) (新闻稿). 西日本旅客鉄道近畿統括本部. 2015年12月18日  [2016-03-26]. （原始内容存档 (PDF)于2016-03-05）.
5. ↑  『停車場変遷大事典 国鉄・JR編』JTB、1998年。ISBN 978-4-533-02980-6。
6. ↑  鉄道事業ダイジェスト （页面存档备份，存于） - 西日本旅客鉄道
7. ↑  「区間別平均通過人員および旅客運輸収入（平成25年度）」『データで見るJR西日本2014』PDF -  西日本旅客鉄道、2015年2月23日閲覧

## 關連項目
- 日本鐵路線列表
- 兵庫電氣軌道（日语：兵庫電気軌道）

## 外部連結
- JR加古川線電化高速化事業PDF - 兵庫県[]
- JR加古川線の電化開業及び高架切替についてPDF - 兵庫県[]
- .   [2016-09-15]. （原始内容存档于2012-07-06）. - 加古川線等利用促進・沿線地域活性化協議会